# 이사벨라 라고네세
이사벨라 라고네세(Isabella Ragonese, 1981년 5월 19일 ~ )는 이탈리아의 배우이다.

## 출연 작품
- 퀘스천 오브 카르마 (2017)
- 썬 하트 러브 (2016)
- 섬웨어 어메이징 (2015)
- 위 니드 투 토크 (2015)
- 쏘 파 쏘 굿 (2014)
- 아름다운 청년, 자코모 레오파르디 (2014)
- 더 퍼스트 어싸인먼트 (2010)
- 원 라이프, 메이비 투 (2010)
- 우리의 인생 (2010)
- 텐 윈터스 (2009)
- 오기 스포시 (2009)
- 비올라 디 마레 (2009)
- 어 홀 라이프 어헤드 (2008)